# Kozana
Kozana je naselje v Občini Brda.

## Znani prebivalci
- Ivanka Veronika Reja, (1904-1994) slovenska učiteljica, ravnateljica in vrhovna predstojnica reda sester ljubezni Naše Gospe dobre in večne pomoči